# Ophiopleura borealis
Ophiopleura borealis är en ormstjärneart som beskrevs av Daniel Cornelius Danielssen och Johan Koren 1877. Ophiopleura borealis ingår i släktet Ophiopleura och familjen fransormstjärnor. Inga underarter finns listade i Catalogue of Life.